# Jasminum officinale
Il gelsomino comune (Jasminum officinale L., 1753) è una pianta della famiglia delle Oleacee, diffusa nel Caucaso e in altre zone come il nord dell'Iran, Afghanistan, Pakistan, Himalaya, Tagikistan, India, Nepal e Cina occidentale (Guizhou, Sichuan, Xizang, Yunnan). È ampiamente coltivata varie parti del mondo ed è naturalizzata in Francia, Italia, Portogallo, Romania, Algeria, Florida e Indie Occidentali.
Conosciuto anche come gelsomino bianco, fiorisce a fine primavera e in estate con fiori bianchi piccoli e profumati, caratteristiche che lo rendono molto apprezzato dai giardinieri. È il fiore nazionale del Pakistan.
È pianta visitata dalle api per il polline ed il nettare.

## Descrizione
È una rampicante vigorosa e decidua con foglie color verde chiaro, composte da cinque foglie allungate, dotate di apici appuntiti.